# Virginia Polytechnic Institute and State University

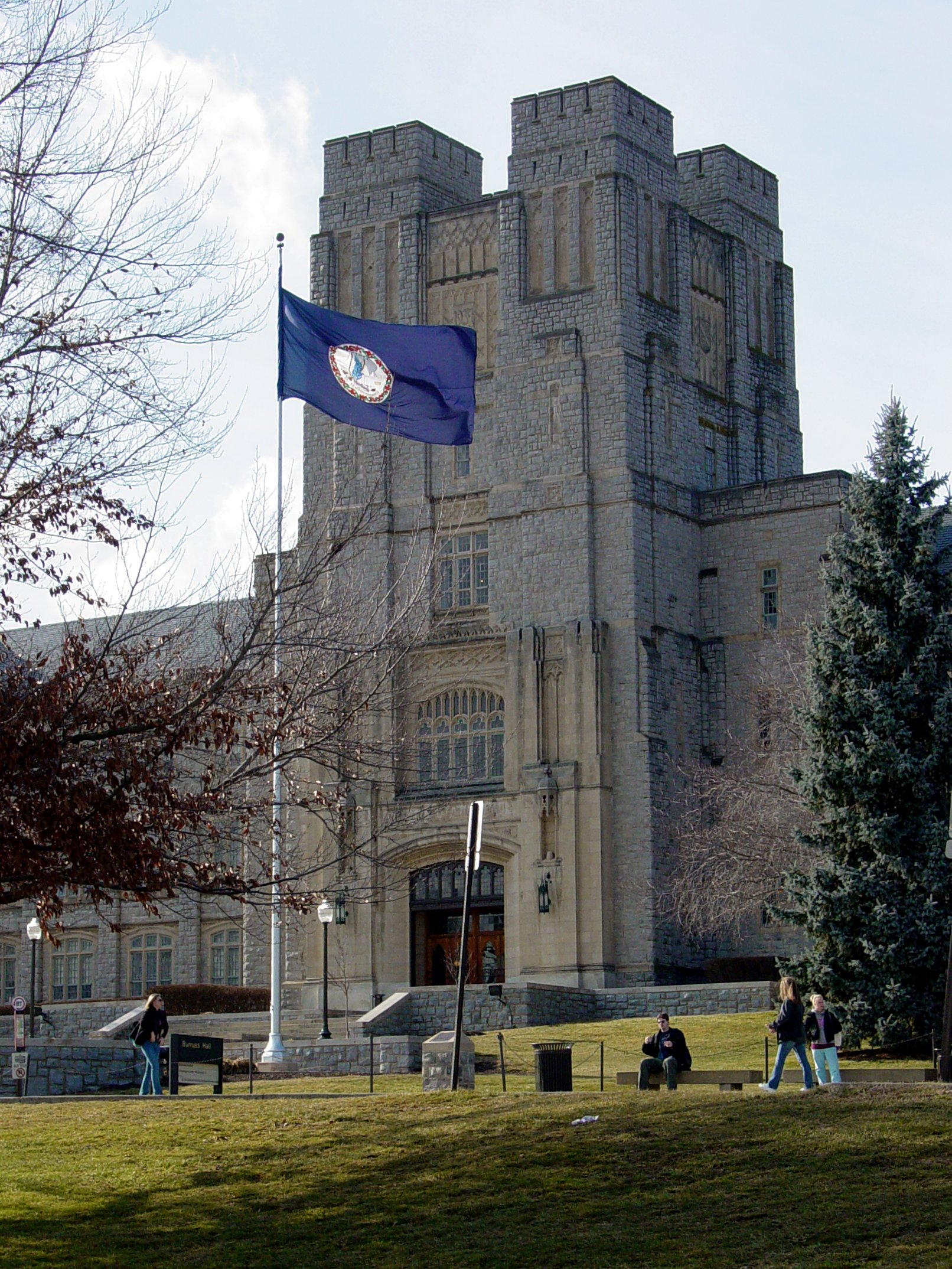
Burruss Hall, Immatrikulationsgebäude auf dem Campus der Virginia Tech

Karte des Universitätsgeländes

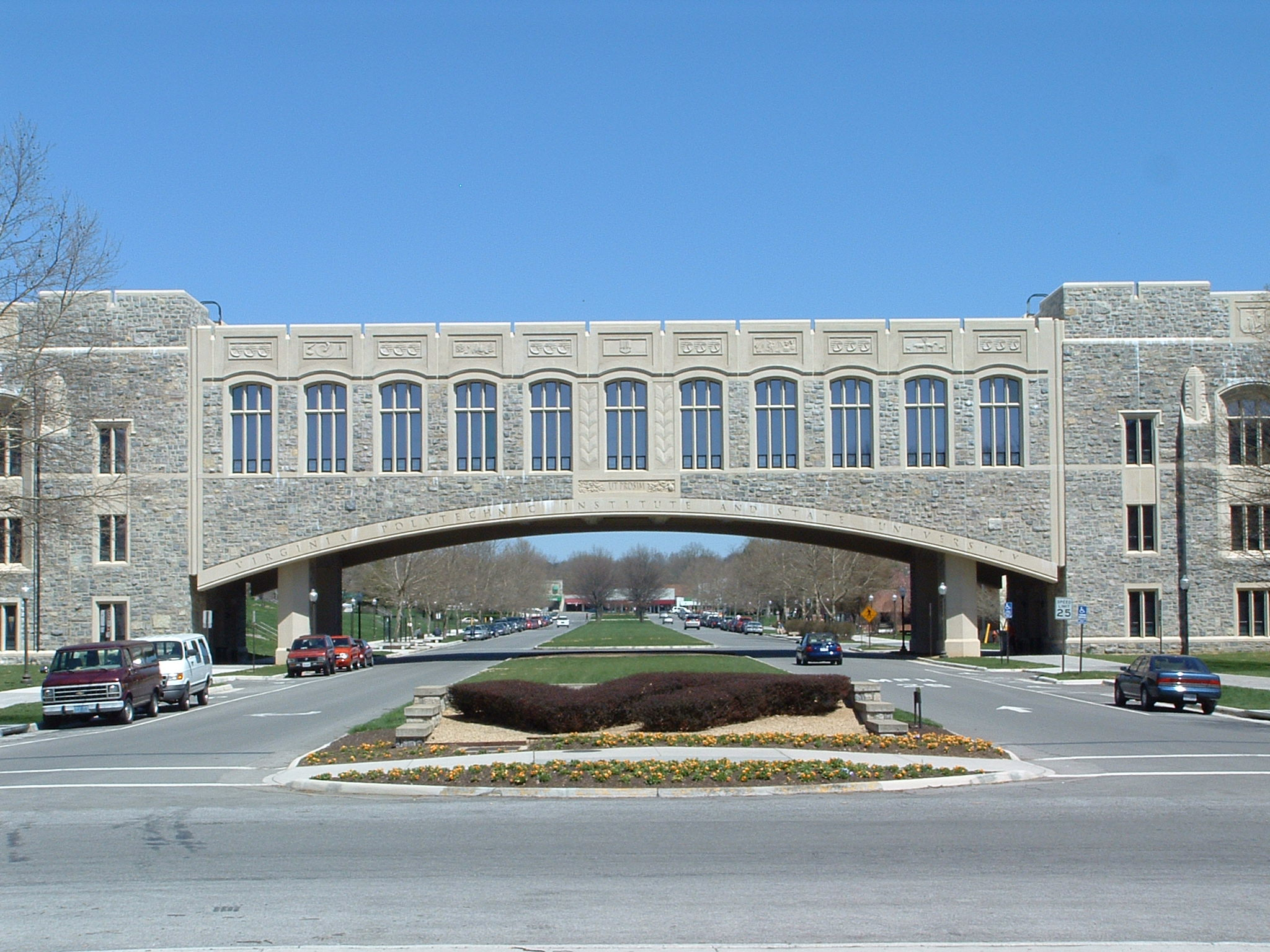
Torgerson Hall Bridge

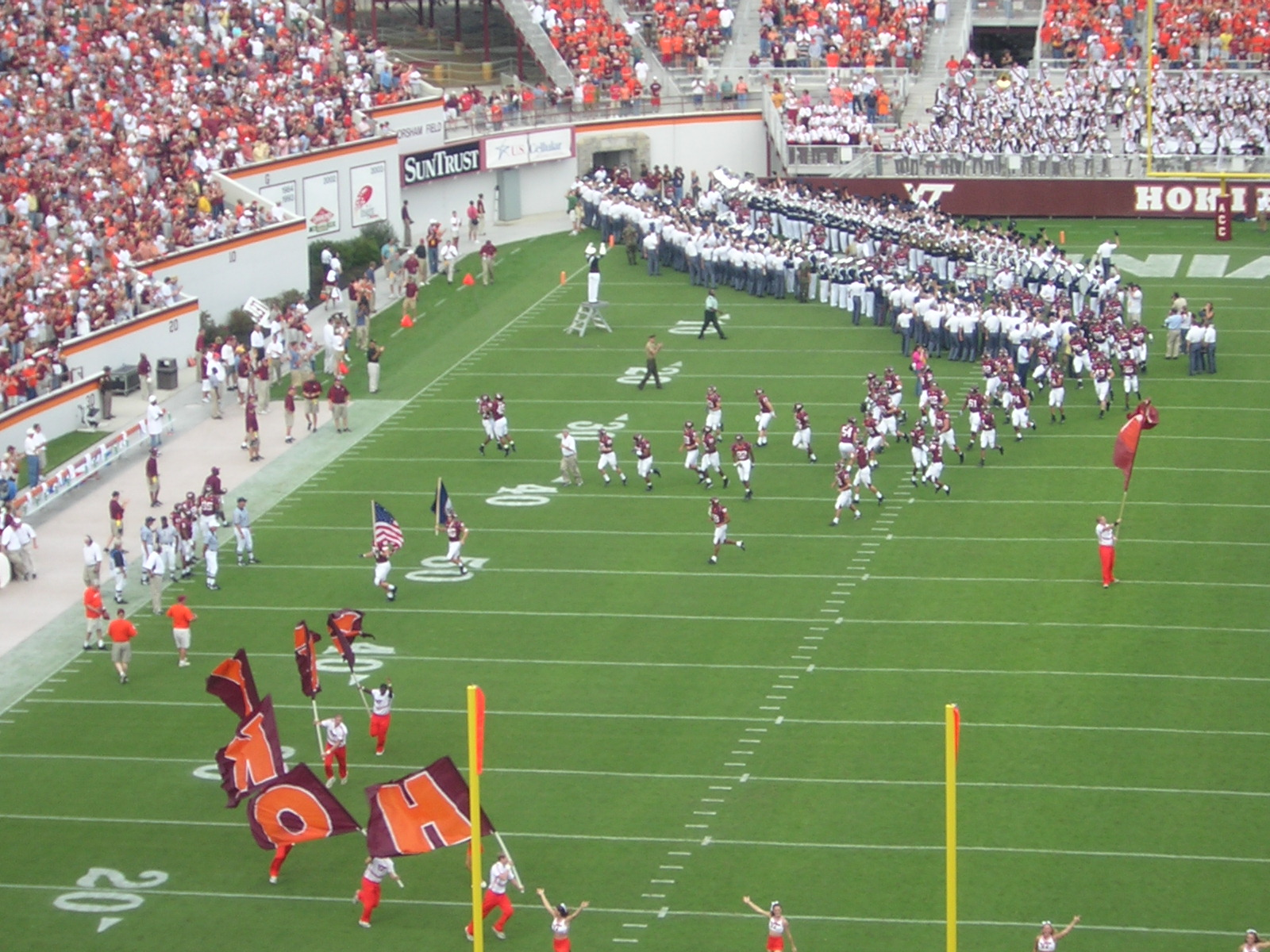
Footballmannschaft der Universität

Virginia Polytechnic Institute and State University (besser bekannt als Virginia Tech) ist eine staatliche, technische Universität in Blacksburg, USA und die größte Universität im US-Bundesstaat Virginia. Hier wurde 2004 ein Supercomputer namens System X zusammengestellt.

## Geschichte
1872 wurde die Universität als Virginia Agricultural and Mechanical College gegründet. Ihr Name wurde 1896 in Virginia Agricultural and Mechanical College and Polytechnic Institute und 1970 schließlich in Virginia Polytechnic Institute and State University geändert. Seit einigen Jahren ist auch Virginia Tech eine offizielle Bezeichnung und wird heute öfter verwendet.
Am 16. April 2007 tötete ein Student bei zwei Schießereien auf dem Campus der Virginia Tech 32 Menschen und sich selbst. Siehe dazu den Hauptartikel Amoklauf an der Virginia Tech.
Am 8. Dezember 2011 wurden bei einer Schießerei ein Polizist und ein weiterer Mensch getötet.

## Organisation
Die Universität besteht aus folgenden Colleges:
- College of Agriculture & Life Sciences (2.989)
- College of Architecture & Urban Studies (1.636)
- College of Liberal Arts and Human Sciences (3.754)
- Pamplin College of Business (4.005)
- College of Engineering (9.215)
- College of Natural Resources & Environment (940)
- College of Science (4.247)
- Virginia-Maryland Regional College of Veterinary Medicine (626)

In Klammern ist die Zahl der eingeschriebenen Studenten angegeben (Stand: 2014/2015). 1.761 weitere Studenten haben an mehreren Colleges gleichzeitig studiert.

### Kadettenkorps

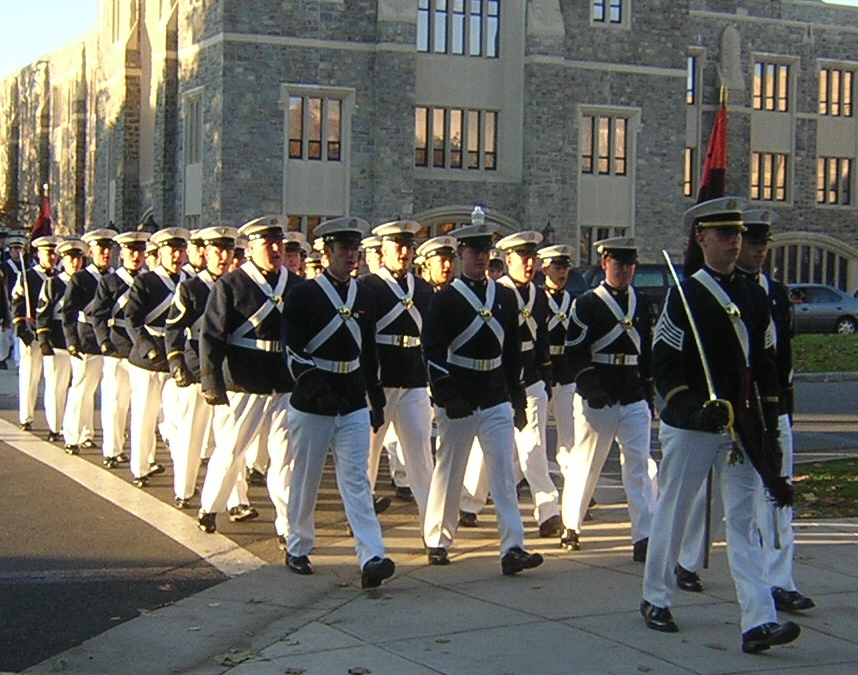
Kadetten in Marschformation

Studenten, welche eine militärische Laufbahn anstreben, können, zusätzlich zum Studium, eine Ausbildung zum Offizier im Kadettenkorps erhalten. Mit der Gründung im Jahre 1872 als Virginia Agricultural and Mechanical College einer Land-grant University war die militärische Ausbildung und die Zugehörigkeit zum Kadettenkorps verpflichtend. 1923 wurde die verpflichtende Dauer im Kadettenkorps von vier auf zwei Jahre reduziert. Die Studenten konnten danach als zivile Studenten weiter die Hochschule besuchen. Veteranen nach dem Zweiten Weltkrieg mussten kein Mitglied im Korps werden. Im Jahre 1964 wurde die Aufnahme ins Korps freiwillig.
Heute ist die Mitgliedschaft im Corps of Cadets und die Teilnahme am Reserve Officer Training Corps (ROTC) nicht mehr notwendig. Die Mitgliedschaft und die Teilnahme am ROTC ist jedoch eine Voraussetzung, um mit Abschluss an der Hochschule ein Offizierspatent (Commission) zu erhalten. Die Kadetten sind keine Soldaten, gehören nicht zu den US-Streitkräften und unterliegen damit nicht der Militärgerichtsbarkeit. Sie sind jedoch verpflichtet Uniform zu tragen, leben gemeinsam in Unterkünften und unterliegen militärischen Drill und den Regeln der militärischen Disziplin. Studenten, die eine militärische Karriere anstreben müssen als Kadett am ROTC teilnehmen (englisch Military Leader Track) und unterliegen der Pflicht zum späteren Militärdienst, alternativ erhalten sie eine zusätzliche Ausbildung zur zivilen Führungskraft (englisch Citizen-Leader Track). Mehr als 75 % der Kadetten streben das Offizierspatent an. Als Mitglieder eines Senior Military College erhalten diese Absolventen des Kadettenkorps das Recht als aktiver Offizier in den US-Streitkräften zu dienen.
Das Kadettenkorps bietet das ROTC Programmen von US Army, US Air Force und US Navy an, in denen die Führungspositionen durch Kadetten der oberen Jahrgänge besetzt werden. Als Besonderheit gibt es ein eigenes militärisches Musikkorps und eine berittene Einheit.

## Architektur-Studiengang
Der Undergraduate-Studiengang Architektur wurde im Jahr 2017 als der fünftbeste des Landes eingestuft. Namhafte Architekten, die die Schule hervorgebracht hat, sind:
- Waddy Butler Wood (1869–1944)
- Thomas M. Price (1916–1998)
- Walter Smith Pierce (1920–2013)
- Carsten Roth (* 1958)
- Martin Felsen (* 1968)
- George S. Sexton, III – Lichtdesigner

Zu den Lehrenden zählt gegenwärtig u. a. Markus Breitschmid. Eine bedeutende Emerita war Milka Bliznakov.

## Sport
Die Sportteams des Virginia Techs nennen sich die Hokies. Die Universität ist Mitglied der Atlantic Coast Conference.

## Berühmte Absolventen
- William Edward Dodd (1869–1940) – amerikanischer Botschafter in Berlin zur Zeit des Nationalsozialismus
- William G. Boykin (* 1948) – Lieutenant General der US Army und Unterstaatssekretär des US-Verteidigungsministeriums für Nachrichtendienste
- Johnny Oates (1946–2004) – Baseball-Spieler und Trainer in der Major League
- Robert C. Richardson (1937–2013) – Physiker und Nobelpreisträger
- Bruce Smith (* 1963) – American-Football-Spieler
- Lance L. Smith (* 1946) – General der US Air Force und Kommandeur des US Joint Forces Command
- Steve Bannon (* 1953) – Politikaktivist
- William J. Dally (* 1960) – Informatiker
- Michael Vick (* 1980) – Footballspieler, ehemaliger Quarterback der Atlanta Falcons und Philadelphia Eagles.
- Kam Chancellor (* 1988) – Footballspieler bei den Seattle Seahawks
- Stephen Blake Woltz (* 1991) – Wrestler bei AEW, besser bekannt als „The Hangman“ Adam Page

## Sonstiges
Es gibt 213 Gebäude und einen Flughafen (Virginia Tech Montgomery Executive Airport, eröffnet 1931).